# スイス国鉄RAe2/4形、RBe2/4 1003-1007形電車

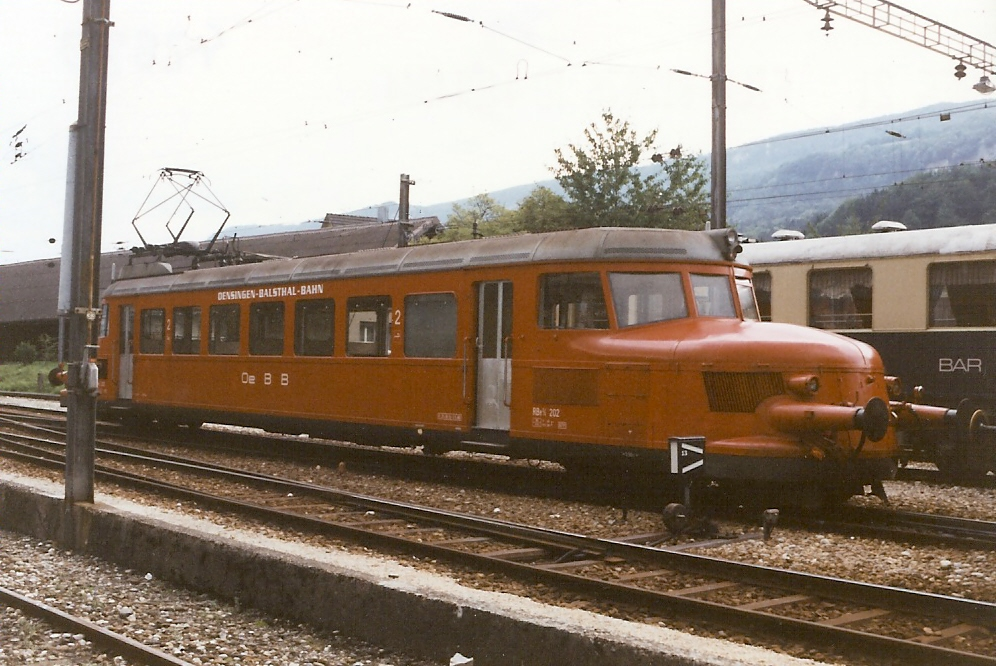
スイス国鉄からオエンジンゲン-バルシュタル鉄道へ譲渡されたRBe2/4形

スイス国鉄RAe2/4形電車(スイスこくてつRAe2/4がたでんしゃ)およびスイス国鉄RBe2/4 1003-1007形電車(スイスこくてつRBe2/4 1003-1007がたでんしゃ)は、スイスのスイス連邦鉄道（SBB: Schweizerische Bundesbahnen、スイス国鉄）の本線系統で使用されていた軽量高速電車である。

スイス国鉄のCLe2/4形203-206号機の組立図

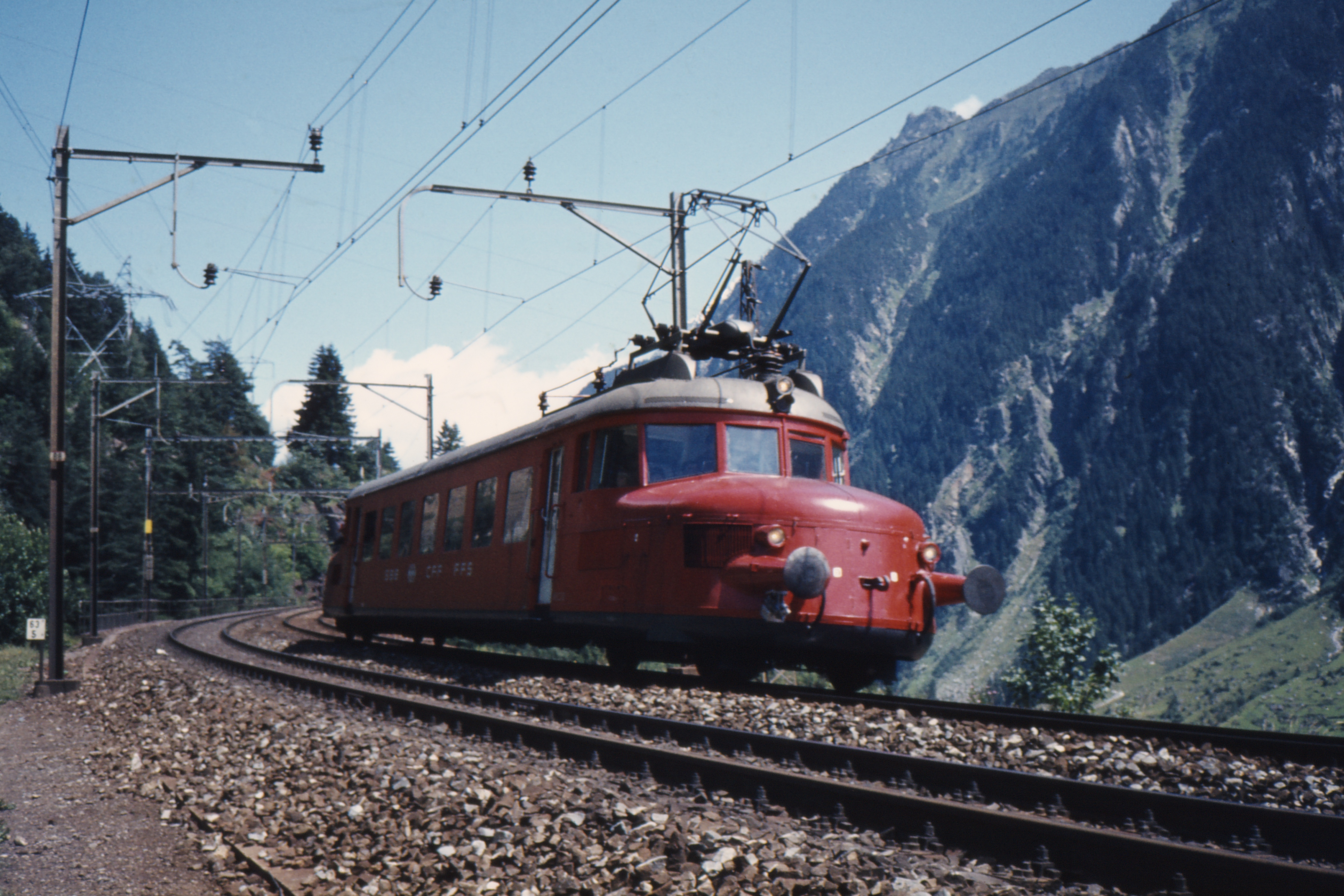
スイス国鉄のRAe2/4形、1981年

なお、本機はCLe2/4形として7両が製造されたものであるが、その後の称号改正、客室等級の変更等を経て最終的にRAe2/4 1001-1002号機の2両およびRBe2/4 1003-1007号機の5両となったものである。

## 概要
スイスでは1930年代に軽量構造の車体と台車を持ち、一部は台車装荷式の主電動機を装備するベルン-レッチュベルク-シンプロン鉄道のABDe2/8 701-705形電車といった軽量高速電車が各私鉄で製造され始めていたが、スイス国鉄でも幹線の電化の進捗に伴い、1933年に同様の軽量高速電車を導入することとし、製造されたのが本項で記述する1935年製のCLe2/4形201、202号機の2両と、同形態の車体を持つ1936年製のCLm2/4形101、102号機の2両の気動車であり、その後CLe2/4形は1938年にかけて203-207号機の5両が増備されている。本機は車体の両端の機械室に主変圧器やタップ切換器などの主要機器を搭載する、同じ1935年製のベルン-レッチュベルク-シンプロン鉄道のBe2/4 721-722形と同構造の機体であるが、客室部分を低床式として車体高を低く抑えた低重心構造と両車端のボンネット、赤色の車体の外観が特徴的であり、「赤い矢」の通称とともにスイス国鉄を代表する機種の一つとなっている。本機は主に幹線の旅客列車および団体、臨時列車用として使用されたほか、スイス国鉄では本機をベースとしたRAe4/8形、RABDe8/16形を製造しており、その後、本機などを出発点とした一連の軽量高速電車は軽量客車による短編成の列車を牽引可能なRFe4/4形電車やレーティッシュ鉄道のABe4/4 501-504形への発展を経て、世界初の2軸ボギー台車、全軸駆動の強力な電気機関車であるベルン-レッチュベルク-シンプロン鉄道のAe4/4形やスイス国鉄の高速電機であるRe4/4I形が製造されるベースとなっており、鉄道車両発達史上重要な位置を占める機体となっている。
本機は2'Bo'の車軸配置と、低圧タップ切換制御による最大24.5kNの牽引力と125 km/hの最高速度を特徴としており、車体、台車、機械部分の製造をSLMが、主電動機、電機部分の製造をBBC、MFO、SAASが担当している。
各機体の履歴は下表の通り
| CLe2/4形(製造時) 機番/製造所/SLM製番/製造年月日 | 形式変更(1937年) →Re2/4形 | 形式変更(1947/48年) →RCe2/4形 | 形式変更(1954年) →RBe2/4形 | 機番振替 (1955年) | 称号改正(1956年) →RAe2/4・RBe2/4形 | 機番変更 (1959年) | 廃車年月日     |
| ----------------------------------------------- | ------------------------- | ----------------------------- | -------------------------- | ----------------- | ---------------------------------- | ----------------- | -------------- |
| CLe2/4 201/SLM/BBC/MFO/SAAS/3581/1935年4月24日  | Re2/4 201                 | RCe2/4 601                    | RBe2/4 601                 | -                 | RAe2/4 601                         | RAe2/4 1001       | 動態保存       |
| CLe2/4 202/SLM/BBC/MFO/SAAS/3582/1935年6月6日   | Re2/4 202                 | RCe2/4 602                    | RBe2/4 602                 | RBe2/4 606        | RBe2/4 606                         | RBe2/4 1006       | 1967年12月31日 |
| CLe2/4 203/SLM/BBC/MFO/SAAS/3604/1936年4月17日  | Re2/4 203                 | RCe2/4 603                    | RBe2/4 603                 | -                 | RBe2/4 603                         | RBe2/4 1003       | 1968年1月      |
| CLe2/4 204/SLM/BBC/MFO/SAAS/3605/1936年6月16日  | Re2/4 204                 | RCe2/4 604                    | RBe2/4 604                 | -                 | RBe2/4 604                         | RBe2/4 1004       | 1968年12月31日 |
| CLe2/4 205/SLM/BBC/MFO/SAAS/3606/1936年5月17日  | Re2/4 205                 | RCe2/4 605                    | RBe2/4 605                 | -                 | RBe2/4 605                         | RBe2/4 1005       | 1966年11月30日 |
| CLe2/4 206/SLM/BBC/MFO/SAAS/3607/1936年5月17日  | Re2/4 206                 | RCe2/4 606                    | RBe2/4 606                 | RBe2/4 602        | RAe2/4 602                         | RAe2/4 1002*1     | 1984年8月31日  |
| -*2/SLM/BBC/MFO/SAAS/3634/1938年1月25日         | Re2/4 207                 | RCe2/4 607                    | RBe2/4 607                 | -                 | RBe2/4 607                         | RBe2/4 1007       | 1974年1月      |

- 脚注：*1：1968-77年の間は一次的にRBe2/4形となる　*2：形式変更後の製造のため当初よりRe2/4形

## 仕様

### 車体
- 車体は両車端に内部に走行用機器類の設置した長さ2000 mmのボンネットを配した両運転台の流線型デザインの軽量車体で、形鋼を組んだ台枠および車体骨組は軽量穴が設けられたり側面下部に筋交いが入るなどの軽量構造となっており、外板は1.5 mm厚の鋼板のほか、屋根や乗降扉、側面窓枠などにアルミニウム板を使用し、外板の一部が荷重を負担するセミモノコック構造となっている。
- 正面は丸みを帯びたボンネット式で、運転台部は6枚の平面ガラスからなる正面窓で構成されているが、201、202号機は製造当初は最前面の2枚は曲面ガラスであった。前照灯はボンネット中央部左右に小形の丸形前照灯が、屋根正面中央部の小形の丸形前照灯と標識灯が縦列に配置されており、ボンネットは機器点検用に上半部が取外式となっているほか、側面から前面にかけて機器点検口と冷却気採入用のルーバーが設けられており、単行での運転を原則としていたため連結器は設置されていないが、ねじ式連結器用の簡易緩衝器（バッファ）が左右に設置されている。
- 側面は両端の2枚片引戸式の幅675 mmの乗降扉間に幅1200 mm、高さ965 mmの下落し式窓が7箇所設置され、このうち最後位左側の一箇所は白色ガラスのトイレ窓となっており、201、202号機の側面窓は四隅ともR無であるのに対し、203号機以降では上部のみR付となっている。また、窓下には補強用の型帯が入るほか、台枠下には車体全周にわたってスカートが付き、床下および台車を覆っている。客室は前位側から運転室とデッキ、3等[15]喫煙室、3等禁煙室、補助席とトイレ付のデッキおよび運転室の順に配置されており、座席は2+2列の4人掛けで、幅1117 mm、座面奥行525 mmの肘掛付きでヘッドレストのないシートピッチ1500mmの固定式クロスシートとなっており、喫煙、禁煙室ともに3ボックスずつが設置されているほか、後位側デッキに補助席1ボックスが、運転室の半運転席側に前向の3人掛け座席が設置されている。室内の天井は白、側壁面はベージュであった。
- 屋根は二重屋根として内屋根と外屋根の間に主抵抗器を設置し、外屋根の上には排熱用のルーバーを、正面と側面に排熱用の金網付きのスリットを多数設けた構成となっている。そのほか屋根上前位側のパンタ台上に菱型の集電装置が設置されている。
- 台枠は鋼材を組んで構成されており、車体中央部は床面高720 mmの低床式となっており、その両端の運転室およびボンネット部は一段高くなって床面高さが1106 mmとなっており、台車がその下部に装備される。低床部に設置されている乗降扉の下部には固定のステップが1段設置されるほか、台枠下部にはホームの無いところからの乗降用に引込式のステップが設けられている。主要な機器類はほとんどがボンネット内に設置されており、前位側には主変圧器とタップ切換器などが、後位側には電動空気圧縮機と空気タンク、電動発電機などが設置されている。
- 運転室は乗降デッキとつながる開放式で奥行は3000 mm弱であるが、その前部約1000 mm程度はボンネット内から続く機器室となっている。正面を構成する6枚の窓のうち運転室両側の2枚はスライド式の引違式となっており、運転台はスイスやドイツで一般的な円形のハンドル式のマスターコントローラーにより操作を行うもので、当初より運転士が座って運転する形態[16]となっており、マスターコントローラーも後方へ傾けて設置されている。また、従来のスイス国鉄機は右側運転台であったが、本機は左側運転台であり、その後の軽量高速機やAe4/6形以降の電気機関車も左側運転台となっている。
- 車体塗装は赤色で、側面の下部中央に「SBB - CFF」の、乗降扉脇に客室等級を表す「3」のクロムメッキの切抜文字が設置され、側面左側の乗降扉脇に形式名と機番がレタリングされている。また、車体下部のスカートはダークグレー、側面の手すりは黄色、乗降扉および屋根、屋根上機器はライトグレーもしくは銀、床下機器と台車はダークグレーである。なお、車体の赤の色調は時代により異なり、スカートも赤の時代もあった。

### 走行機器
- 本機の走行機器は従来の電気機関車の流れを汲んだ機器構成であったBe4/6形やDe4/4形といった電車とは異なり、軽量高速電車として専用の設計とした小型軽量化、高速走行対応を図った新しいものとなっている。
- 制御方式は低圧タップ切換制御で、主変圧器は走行用に162 Vから833 Vの5つの出力を、補機用に220 Vの出力を持つ容量210 kVAの油冷式のものを前位側ボンネット内床上に搭載して力行10段のタップ切換を行い、後位側台車に搭載された2台直列接続の主電動機2台を駆動する。タップ切換器は電動カムシャフトにより空気式接触器を駆動する方式で主電動機電圧を81Vから833Vまで制御する。
- 主変圧器の冷却油はボンネット側面から採入れた冷却気により冷却されるが、冷却油の循環は油ポンプを使用しない自然対流式である。
- ブレーキ装置は空気ブレーキと手ブレーキ装置を装備するほか、電気ブレーキとして主抵抗器による11段の発電ブレーキを装備する。空気ブレーキは単行運転を前提としたもの、発電ブレーキは定格電流200Aで、立ち上がり時には蓄電池の電力により主電動機を励磁する方式である。
- 主電動機はいずれも交流整流子電動機 201号機がMFO製のType 6EW440、202号機がBBC製のType ELM383H、203号機以降がMFO製のType 6HW440をそれぞれ2台搭載し、動輪上出力として連続定格324 kW、1時間定格404 kW、最大牽引力24.5 kNの性能を発揮する。冷却は自己通風式で、冷却風はボンネット側面のルーバーから吸入する。
- 台車は軸距2500 mm、車輪径900 mmで、201および202号機は鋼材組み立て式、203号機以降は鋼板溶接組立式で、軸箱支持方式は円筒案内式、牽引力伝達は台車枠から揺枕へはリンクで、そこから車体へは心皿で伝達され、枕バネは重ね板バネ、軸バネはコイルバネとしている。
- 主電動機は201号機はノーズサスペンド式の吊り掛け駆動方式に装荷され、202号機以降では台車枠に装荷されて動軸と同心の中空軸の大歯車から6本腕のクイルで動軸に動力を伝達するクイル式駆動方式の一種であるBBCスプリングドライブ式駆動装置によって駆動される方式となっている。
- このほか軽量化のために事故電流の遮断は前位側の屋根上の集電装置の後位側に設置された高圧ヒューズによるものとして主開閉器[17]を省略している。また、補機類として電動空気圧縮機、電動発電機と制御用や灯具類用の36 Vの蓄電池、温風暖房用の送風機などを搭載しているほか、空気式ワイパーなどを装備していた。

### 主要諸元
- 軌間：1435 mm
- 電気方式：AC15 kV 16.7 Hz 架空線式
- 最大寸法：全長21500 mm、車体幅2903 mm、屋根高3353 mm
- 軸配置：2'Bo'
- 軸距：2500 mm（動台車、従台車とも）
- 台車中心間距離：16300 mm
- 車輪径：900 mm（動輪、従輪とも）
- 自重：32.6 t（201-202号機）、33.8 t（203-207号機)
- 定員：70名（2等）、30名（立席）
- 走行装置
  - 主制御装置：低圧タップ切換制御、力行10段、発電ブレーキ11段
  - 主電動機：Type 6EW440、Type ELM383HもしくはType 6HW440交流直巻整流子電動機×2台
  - 減速比：2.96
- 出力・牽引力
  - 動輪周上出力：324 kW（連続定格、於115 km/h）、404 kW（1時間定格、於102 km/h）
  - 牽引力：13.9 kN（1時間定格）、24.5 kN（最大）
- 最高速度：125 km/h
- ブレーキ装置：空気ブレーキ、発電ブレーキ、手ブレーキ

### 改造
- 吊り掛け式であった201号機は1937年にBBCスプリングドライブ式に変更となり、同時に主電動機も変更となっている。
- 本機は手荷物室が無かったため、1937年にはスキー輸送車と呼ばれる無番号で専用のSLM製1軸小形無蓋車が用意され、204-207号機がこの牽引用に前頭部を改造している。この車両は全長4100 mm、全幅2800 mm、重量1440 kgで80名分のスキーや手荷物を積載することが可能であり、1軸式の貨車ながら牽引時には125 km/h、推進時でも25 km/hで走行することができた。
- その後も手荷物室の不足や第二次世界大戦による鉄道輸送量の増加や機関車不足の影響により、本機も平坦線では1-2両の客車を牽引できるようにすることとなり、1944年に201、202号機がチューリッヒ工場で改造されたのに続いて1945年に204-206号機、1946年に203号機、1947年には207号機が改造を受けている。改造内容は車体端部の強化と連結用のバッファとリンクの設置、主電動機冷却用の補助冷却ファンの設置、暖房用のAC800Vの引通し線の設置、空気ブレーキ装置を客車の牽引が可能なものに変更、といった内容となっており、この改造により重量は2200 kg増加して34.8 tに、全長はバッファの分900 mm長くなり22400 mmとなっている。
- 改造により最大18パーミルまでの区間で客車を牽引することができるようになり、12パーミルでは30 tを牽引することが可能であった。また、改造当初は旧型の中型ボギー客車を牽引していたが、1947年にSWS[18]製で自重22 tの軽量高速電車用のデッキ付、軽量構造の2/3等荷物合造客車であるBCF4 5291-5295[19]形が製造され、ほぼ専用に使用されている。

## RAe2/4 1001-1002形

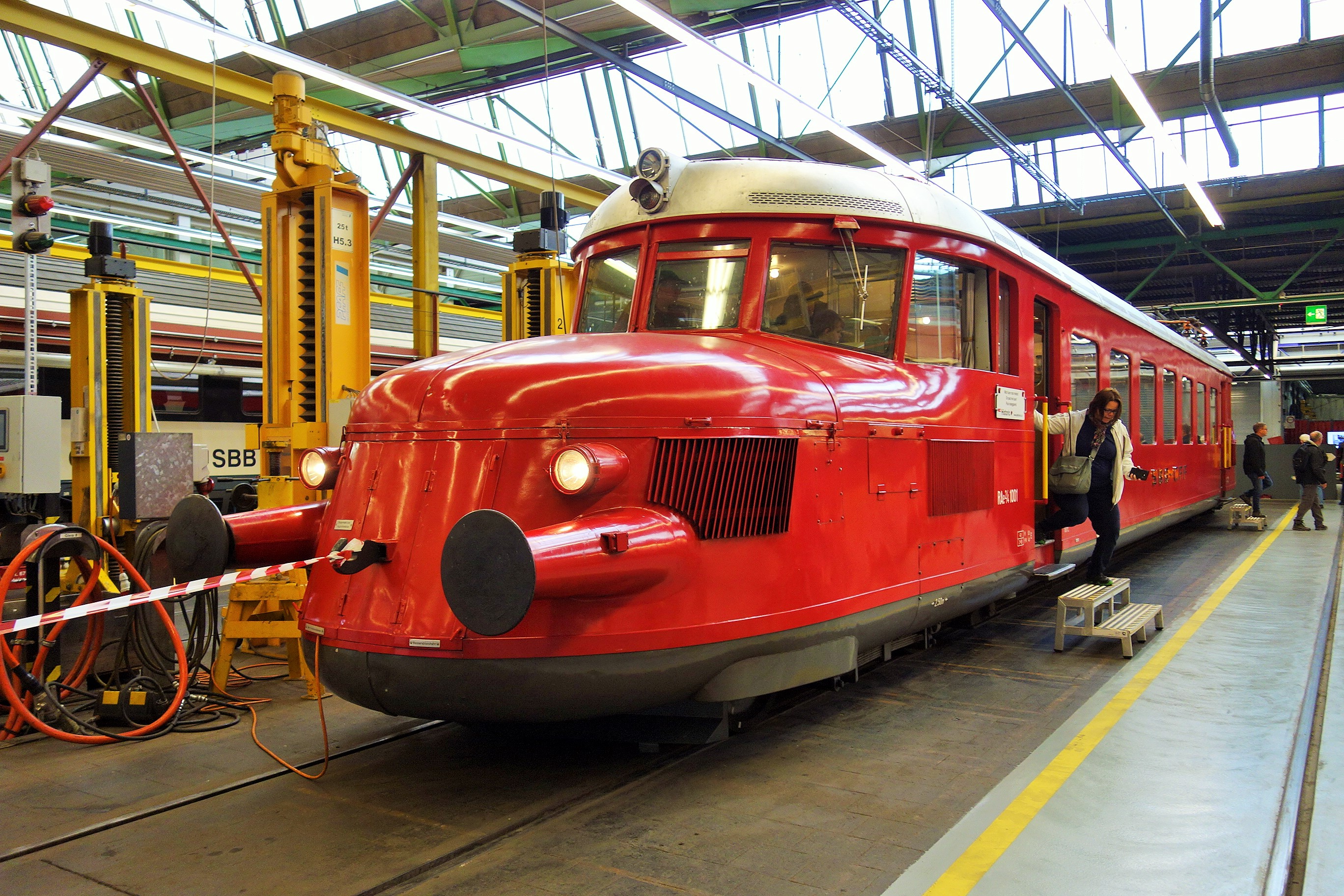
車体延長・更新改造を実施したRAe2/4 1001号機、動態保存機の一般公開、オルテン機関区、2019年

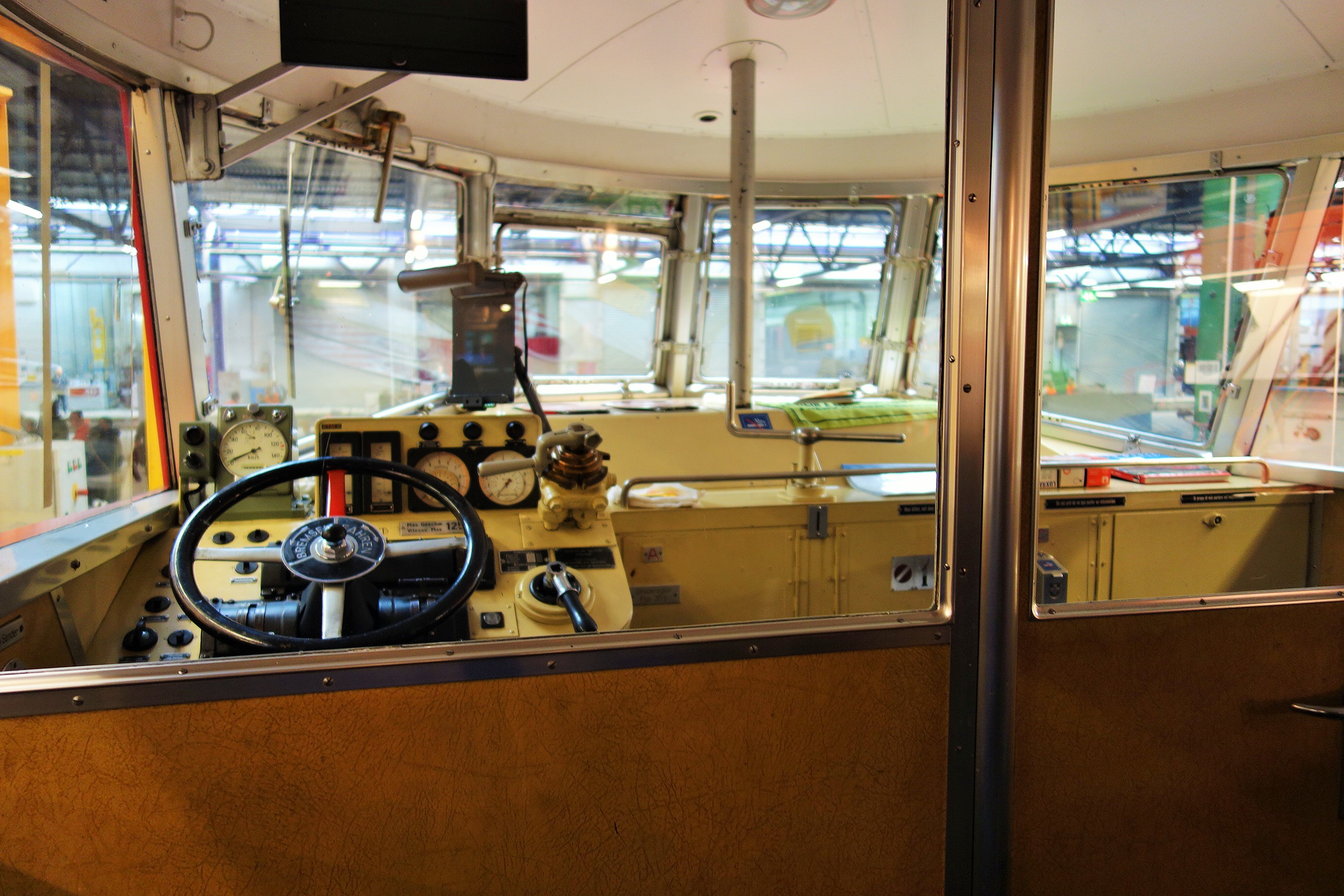
RAe2/4 1001号機の運転室、2019年

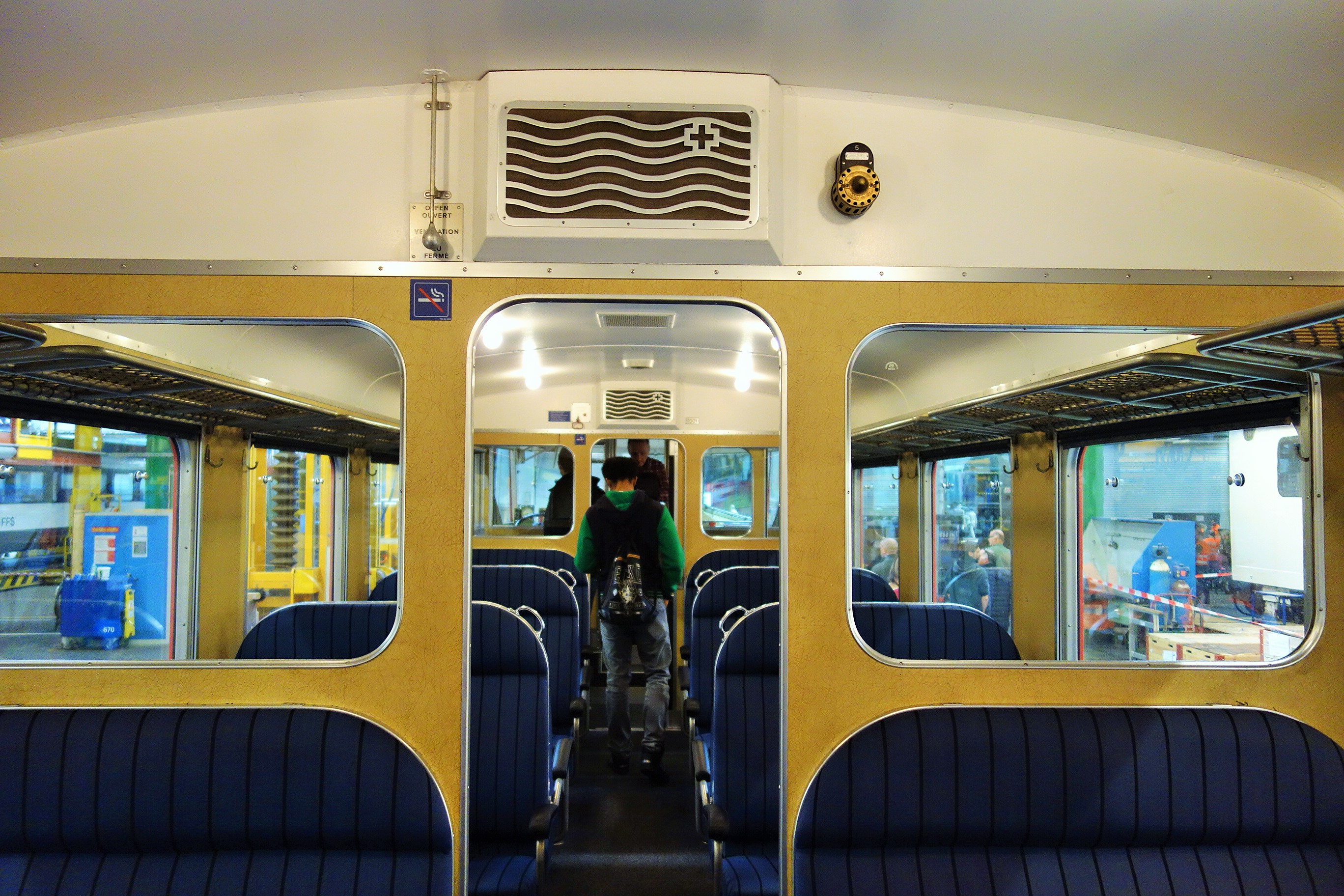
同じくRAe2/4 1001号機の客室、2019年

### 概要
- 1947-48年に201-207から601-607号機に機番変更となっていたRCe2/4形のうち、606号機が1951年11月1日から1952年7月21日にかけて車体を2.6m延長し、客室側面を更新して側面窓位置を変更、内装や座席の更新、台車の更新、入換用ブレーキの追加などの改造を受けている。
- 1952年5月1日には601号機がヴィルヌーヴでAe3/6I 10687号機と衝突事故を起こし前位側のボンネットからデッキにかけてを損傷したため、チューリッヒ工場で車体の前位側約1/3を新製するとともに606号機と同様の改造を受けることとなり、1953年5月18日に出場している。なお、606号機が車体を2.6 m延長したのに対し601号機では2.8 mの延長としている。
- 1954年には形式名をRBe2/4形に変更してRBe2/4 601号機および606号機となり、1955年2月16日には606号機は602号機と機番を振替えて602号機へ変更、1956年の称号改正[20]によってRAe2/4形に再度変更となっている。また、1959年には機番が1001、1002号機に変更されて現在に至っている。
- 改造により前後乗降扉間の客室が1400 mm延長されたほか、車体両端の運転室からデッキにかけての部分も各600 mm（602号機）もしくは700 mm（601号機）延長されて運転室後部に窓が1箇所追加されており、この部分が長さ845 mm（602号機）もしくは900 mm（601号機）の客席スペースとなっている。また、運転室は背面に窓付の仕切壁が設置されて密閉式となっているが、反運転席側には引続き2人掛けの客席が設置されている。
- 客室は前位側が長さ5100 mm、後位側が6800 mmの2室に分かれており、座席は改造前と同じ2+2列の4人掛けながら幅が1140 mm、シートピッチが1700 mmに拡大されたの肘掛付でヘッドレストの無い固定式クロスシートに変更されており、前位側の客室に3ボックス、後位側の客室に3ボックス（トイレ背面は1人掛け）とトイレ脇の1人掛け1脚が設置され、運転室後部に2+2の4人掛けの車端部向きの座席が設置されている。
- 前後乗降扉間の側面鋼体は窓下の型帯が無くなり、側面窓は幅1200 mm、高さ950 mmと改造前とほぼ同じ大きさの下落し式窓ながら、シートピッチの拡大に伴って間隔が拡大されたほか、窓位置が95 mm下がって床面上800 mmの位置となっている。
- このほか客室には速度計と車内放送装置が設置され、運転室内にレコードプレーヤーが設置されている。
- 室内は天井が白、壁面がベージュで、座席は黒のストライプの入った濃青色のモケット張りである。
- 車体塗装は従来と同一であるが、側面窓下部に「SBB-CFF」のレタリングとその左右に3本の細帯が翼形状に入るものとされていたが、その後細帯は撤去されている。1001号機はその後1973年には側面窓下部の表記がスイス国旗と矢印をデザインした新しいスイス国鉄のマークと「SBB-CFF-FFS」のレタリングに変更され、1985年にはスイス国鉄のマークと「SBB-CFF-FFS」のレタリングが消されて新たに「SBB-FFS」のクロームメッキの切抜文字が設置されている。

### 主要諸元
- 軌間：1435 mm
- 電気方式：AC15 kV 16.7 Hz 架空線式
- 最大寸法：全長25200 mm（1001号機）、25000 mm(1002号機)、車体幅2903 mm、屋根高3353 mm
- 軸配置：2'Bo'
- 軸距：2500 mm（動台車、従台車とも）
- 台車中心間距離：18000 mm（1001号機）、17800 mm（1002号機）
- 車輪径：900 mm（動輪、従輪とも）
- 自重：41 t
- 座席定員：60名（1等）
- 走行装置
  - 主制御装置：低圧タップ切換制御、力行10段、発電ブレーキ11段
  - 主電動機：交流直巻整流子電動機×2台
  - 減速比：2.96
- 出力・牽引力
  - 動輪周上出力：324 kW（連続定格、於115 km/h、450 A）、404 kW（1時間定格、於102 km/h、525 A[21]）
  - 牽引力：13.9 kN（1時間定格）、24.5 kN（最大）
- 最高速度：125 km/h
- ブレーキ装置：空気ブレーキ、発電ブレーキ、手ブレーキ

## RBe2/4 1003-1007形

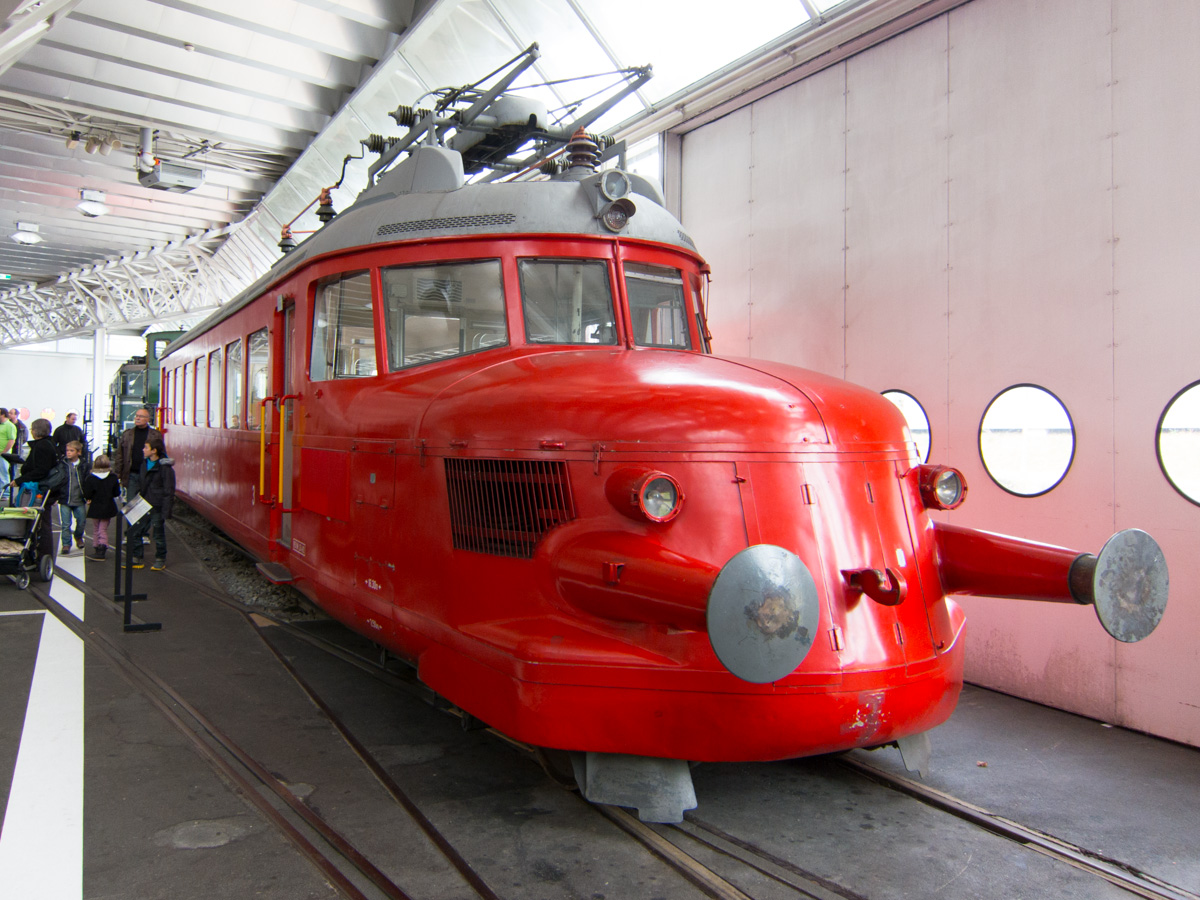
RCe2/4 203の標記となった旧RBe2/4 1003号機、ルツェルンの交通博物館で静態保存される、2012年

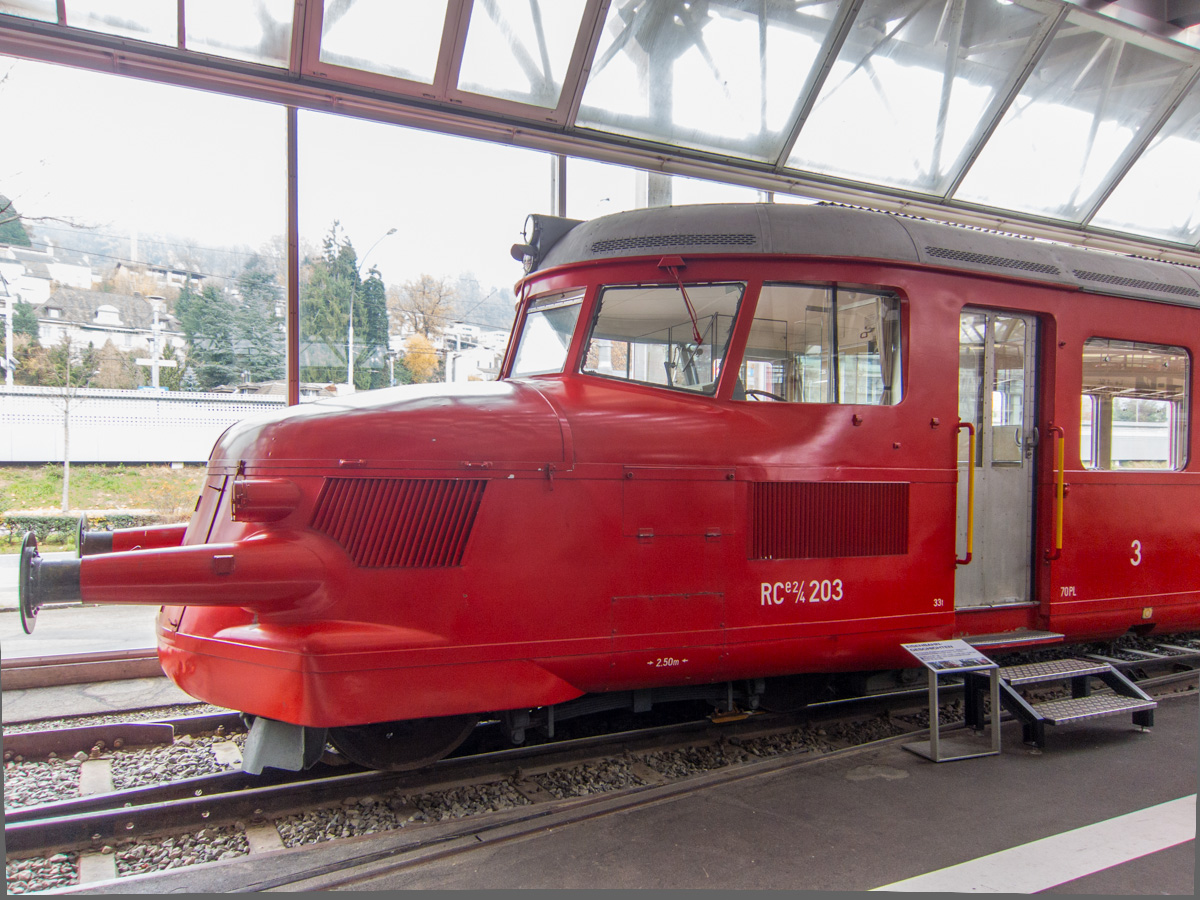
同じくRCe2/4 203号機の先頭部、2012年

### 概要
- 1951年からの車体延長と客室改造工事を実施しなかった602-605および607号機についても台車をSLM製の新しいものへ更新、車体の更新、客室の座席の交換などの更新改造を実施することとなり、1953-54年に602号機、1954-55年に607号機、1955年に603号機、1955-56年に604号機、1956-57年に605号機が改造を実施している。
- 客室は座席をボックスシートから客室仕切壁部を除き、通路の進行方向右側が前向きとなるような固定クロスシートの配置となり、従来補助席が配置されていたトイレ横スペースも客室となっている。座席は幅980 mm、奥行500 mmの肘掛付きでヘッドレストのない革張りのもので、シートピッチは前向部が767 mm、ボックス部は1416 mmとなっている。
- 側面は従来同様側面窓下に型帯の入るものであるが、側面窓が四隅ともR付のものとなったほか、天地寸法が965 mmから900 mmに縮小されて幕板部が広くなっている。
- 1954年には客室等級を変更してRBe2/4形に形式変更となったが、1956年の称号改正の際には、本機はRAe2/4形となった601、602号機とは異なり、引続き2等車として運用することとなったため、形式名はRBe2/4形のままとなっている。

### 主要諸元
- 軌間：1435 mm
- 電気方式：AC15kV 16.7Hz 架空線式
- 最大寸法：全長22400 mm、車体幅2903 mm、屋根高3353 mm
- 軸配置：2'Bo'
- 軸距：2500 mm（動台車、従台車とも）
- 台車中心間距離：16540 mm
- 車輪径：900 mm（動輪、従輪とも）
- 自重：38 t
- 座席定員：67名（喫煙28名、禁煙24名、デッキおよび運転室15名）
- 走行装置
  - 主制御装置：低圧タップ切換制御、力行10段、発電ブレーキ11段
  - 主電動機：交流直巻整流子電動機×2台
  - 減速比：2.96
- 出力・牽引力
  - 動輪周上出力：324 kW（連続定格、於115 km/h）、404 kW（1時間定格、於102 km/h）
  - 牽引力：13.9 kN（1時間定格）、24.5 kN（最大）
- 最高速度：125 km/h
- ブレーキ装置：空気ブレーキ、発電ブレーキ、手ブレーキ

## 運行

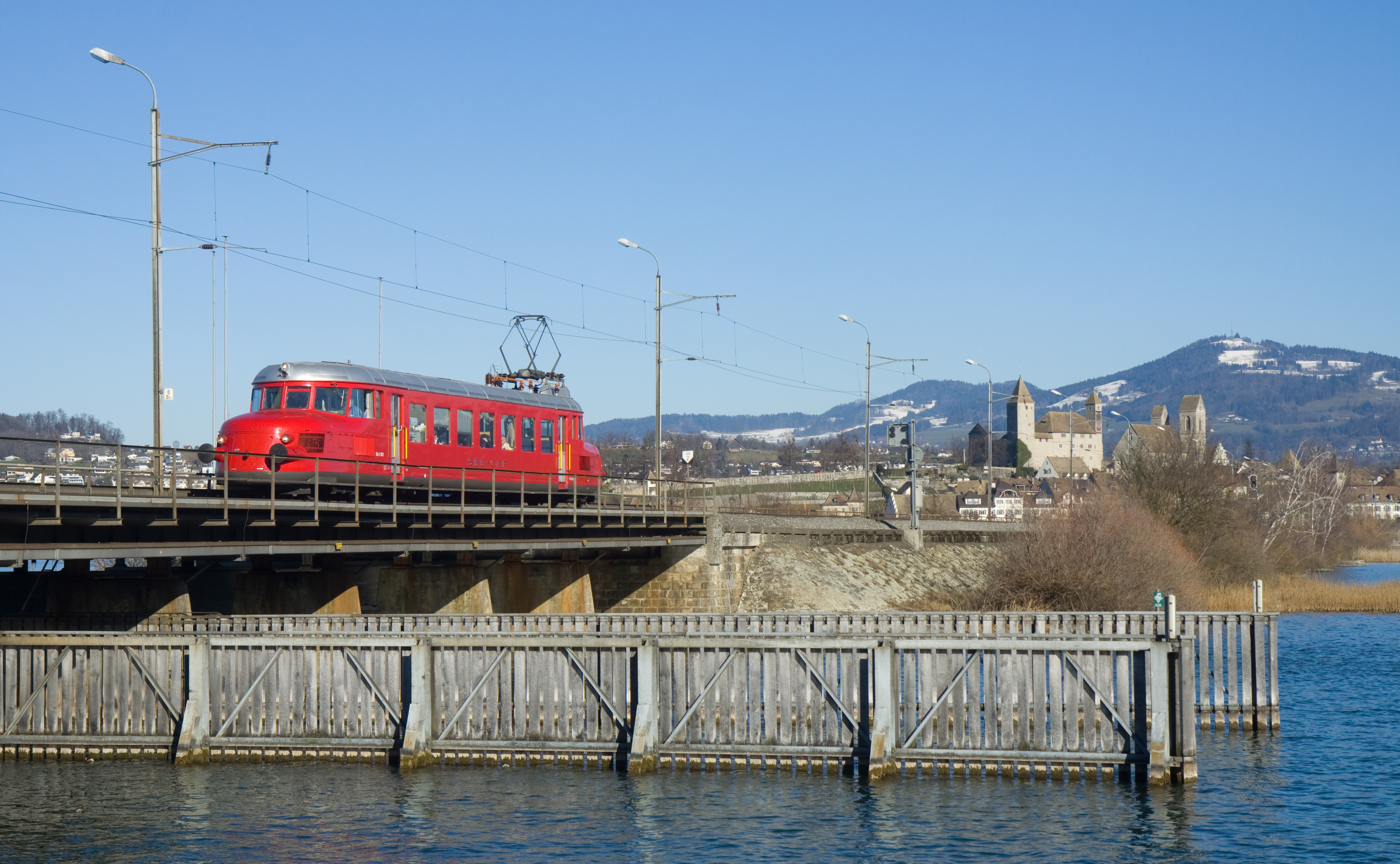
スイス国鉄の歴史的電車として動態保存されているRAe2/4 1001号機、2012年

- 本機は1935年以降の製造後順次運用に入り、当初は201、202号機はベルンに、203-207号機はベルン、ローザンヌ、チューリッヒに配置されて主要幹線のトラムツーク[22]と呼ばれた定期運用のほか、多客期の行楽用の臨時列車にも使用され、1937年からはスキー運搬車を牽引したスキー客輸送にも使用されている。
- しかしながら、輸送力が小さく、手荷物室の無いことが問題となり、第二次世界大戦による鉄道輸送量の増加に伴い、1944年以降本機改造されて平坦区間では数両の客車を牽引する運用で使用されるようになっている。
- 1945年時点ではヴィンタートゥール、チューリッヒ、ルツェルン、ローザンヌに配置されて定期列車および臨時列車に使用されていたが、その後1952年以降支線および本線のローカル用のBDe4/4形が製造されると定期運用からは外れ、臨時列車を中心に使用されるようになった。
- 1964年にローザンヌで開催された博覧会では観覧客輸送用列車としてRe4/8形とともに特別ダイヤで運用されている。
- スイス国鉄の歴史的車両に指定された1001号機はその後も臨時列車用として使用されており、2008年には主変圧器を損傷して一時運用を外れたが、静態保存されていた1003号機の主変圧器を流用して復旧されている。

## 廃車・譲渡
- 本機は1966年から順次運用を外れ、RBe2/4形は1968年に運用を外れ、1974年までに廃車となったほか、RAe2/4形も1002号機が1984年に廃車となっている。各機体の廃車までの走行距離は以下の通り。
  - 1003 - 1751600 km
  - 1004 - 1644000 km
  - 1005 - 1619200 km
  - 1006 - 1623840 km
  - 1007 - 1324400 km
- 1003号機は1968年に運用を外れた後に保留車となっていたが、1974年にルツェルンの交通博物館[23]で静態保存されている。
- 1007号機は廃車後にオエンジンゲン-バルシュタル鉄道[24]へ27,500スイス・フランで譲渡されて5月26日よりRBe2/4 202号機となっている。同鉄道では当初車体を青で窓下に白帯を入れた塗装となり、「青い矢[25]と呼ばれて使用されていたが、1989年には再度赤塗装に変更され、現在では復元工事がなされたDe6/6形電気機関車やRFe4/4形荷物電車とともに歴史的車両として運行されている。